# Nanumaga
Nanumaga sau Nanumanga este o insulă care face parte din Tuvalu, situată în Oceanul Pacific la 390 km nord-vest de Funafuti. Insula avea, conform recensământului din 2002, o populație de 589 de locuitori. Cei mai mulți dintre locuitori trăiesc într-un sat din vestul insulei.
Nanumaga este de asemenea unul din consiliile insulare ale Tuvalului.

## Geografie
Insula are o lungime de 3 km și o lățime de 1,5 km. Pe Nanumaga există trei lacuri sărate. În lacul Vaiatoa din nordul insulei se află patru insulițe.